# District de Hradec Králové
Le district de Hradec Králové (en tchèque : okres Hradec Králové) est un des cinq districts de la région de Hradec Králové, en Tchéquie. Son chef-lieu est la ville de Hradec Králové.

## Liste des communes
Le district compte 104 communes, dont 6 ont le statut de ville (město, en gras) et 0 celui de bourg (městys, en italique) :
Babice • Barchov • Běleč nad Orlicí • Benátky • Blešno • Boharyně • Černilov • Černožice • Chlumec nad Cidlinou • Chudeřice • Čistěves • Divec • Dobřenice • Dohalice • Dolní Přím • Habřina • Hlušice • Hněvčeves • Holohlavy • Hořiněves • Hradec Králové • Hrádek • Humburky • Hvozdnice • Jeníkovice • Jílovice • Káranice • Klamoš • Kobylice • Kosice • Kosičky • Králíky • Kratonohy • Kunčice • Lejšovka • Lhota pod Libčany • Ledce • Libčany • Libníkovice • Librantice • Libřice • Lišice • Lodín • Lochenice • Lovčice • Lužany • Lužec nad Cidlinou • Máslojedy • Měník • Mlékosrby • Mokrovousy • Myštěves • Mžany • Neděliště • Nechanice • Nepolisy • Nové Město • Nový Bydžov • Obědovice • Ohnišťany • Olešnice • Osice • Osičky • Petrovice • Písek • Prasek • Praskačka • Předměřice nad Labem • Převýšov • Pšánky • Puchlovice • Račice nad Trotinou • Radíkovice • Radostov • Roudnice • Sadová • Šaplava • Sendražice • Skalice • Skřivany • Sloupno • Smidary • Smiřice • Smržov • Sovětice • Stará Voda • Starý Bydžov • Stěžery • Stračov • Střezetice • Světí • Syrovátka • Těchlovice • Třebechovice pod Orebem • Třesovice • Urbanice • Vinary • Vrchovnice • Všestary • Výrava • Vysoká nad Labem • Vysoký Újezd • Zachrašťany • Zdechovice

## Principales communes
Population des dix principales communes du district au 1er janvier 2024 et évolution depuis le 1er janvier 2023 :
| Hradec Králové          | 93 906 | en augmentation |
| Nový Bydžov             | 7 212  | en augmentation |
| Třebechovice pod Orebem | 5 851  | en stagnation   |
| Chlumec nad Cidlinou    | 5 592  | en diminution   |
| Smiřice                 | 3 121  | en augmentation |
| Černilov                | 2 475  | en augmentation |
| Nechanice               | 2 428  | en augmentation |
| Stěžery                 | 2 187  | en augmentation |
| Předměřice nad Labem    | 1 938  | en augmentation |
| Všestary                | 1 804  | en augmentation |